# Кирилово (Старозагорська область)
Ки́рилово (болг. Кирилово) — село в Старозагорській області Болгарії. Входить до складу общини Стара Загора.

## Населення
За даними перепису населення 2011 року у селі проживали 658 осіб.
Національний склад населення села:
| Національність   | Кількість осіб | Відсоток |
| ---------------- | -------------- | -------- |
| болгари          | 597            | 92,1%    |
| цигани           | 32             | 4,9%     |
| турки            | 12             | 1,9%     |
| Всього відповіли | 648            |          |

Розподіл населення за віком у 2011 році:
Динаміка населення: